# Giovanni Panciera
Giovanni Aldo Panciera (Cortina d'Ampezzo, 27 dicembre 1954) è un ex pattinatore di velocità su ghiaccio italiano.

## Biografia
Nato nel 1954 a Cortina d'Ampezzo, in provincia di Belluno, a 21 anni ha partecipato ai Giochi olimpici di Innsbruck 1976 nei 1500 m, dove è arrivato 30º con il tempo di 2'33"52, anche a causa di una caduta.
Ha chiuso la carriera nel 1979, a 25 anni.